# Hippotion ignea
Hippotion ignea är en fjärilsart som beskrevs av Butler 1875. Hippotion ignea ingår i släktet Hippotion och familjen svärmare. Inga underarter finns listade i Catalogue of Life.